# Fernand Canelle
Fernand Canelle (* 2. Januar 1882 in Paris; † 11. September 1951 in Rueil-Malmaison) war ein französischer Fußballspieler.
Canelle spielte während seiner gesamten Karriere bei Club Français Paris. Bereits 1896, im Alter von nur 14 Jahren, war Canelle Teil der Meistermannschaft. Vier Jahre später nahm er mit seinem Verein als Vertretung Frankreichs an den Olympischen Spielen 1900 teil. Dabei unterlag der Club Français dem britischen Team Upton Park FC mit 0:4 und erzielte gegen eine belgische Auswahl einen 6:2-Erfolg.
Bis 1922 – als 40-Jähriger – dauerte seine Vereinskarriere an, einen letzten Erfolg mit dem Vereinsteam feierte er dabei 1918 mit dem vierten Pariser Meistertitel.
Canelle kam sechsmal bei sogenannten Urländerspielen für Frankreich zum Einsatz, die heute allerdings nicht als offizielle Länderspiele geführt werden. Am 1. Mai 1904 stand der Verteidiger bei der Länderspielpremiere seines Landes in Brüssel gegen Belgien auf dem Platz und führte sein Team sogar als Kapitän an. Bis 1908 folgten fünf weitere Einsätze für die französische Nationalmannschaft, darunter ein weiterer als Kapitän. Bei den Olympischen Spielen 1908 stand er auf dem Meldebogen, kam aber letztlich in London nicht zum Einsatz. 

## Palmarès
- Olympiateilnehmer 1900 (inoffizieller 2. Platz)
- Französischer Meister: Fehlanzeige (aber Champion de France der USFSA 1896 sowie Vizemeister)
- 6 A-Länderspiele für Frankreich (1904–1908; keine Tore), zwei davon als Kapitän
- Pariser Meister: 1896, 1899, 1900, 1918
- Manier Pokal: 1897, 1898, 1899, 1900, 1901, 1903